# Teardrop
 Teardrop  — це третій сингл гурту «Massive Attack», з альбому Mezzanine, який був випущений у квітні 1998 року.

## Композиції
1. "Teardrop" (album version) – 5:31
2. "Euro Zero Zero" – 5:24
3. "Teardrop" (Scream Team Remix) – 6:45
4. "Teardrop" (Mad Professor Mazaruni Instrumental Mix) – 6:24

## Teardrop у кіно та на телебаченні
Заглавна пісня синглу "Teardrop" звучить у численних фільмах та серіалах. Найбільш вона відома як саундтрек до серіалу "Доктор Хаус", де вона звучить у вступних титрах. Також пісня звучить у серіалах "Зачаровані", "Втеча", епізода мультсеріалу "Дар'я", "Сімпсони", у фільмі "Шалений Макс: Дорога гніву" та численних телепрограмах.